# 下庄镇
下庄镇，是中华人民共和国云南省大理白族自治州祥云县下辖的一个乡镇级行政单位。总面积225.5平方公里，常住人口43,128人，占全县总人口10.61%。

## 历史
下庄镇境清朝时属果城里，民国时期设第四区，1946年改为龙润乡。1950年成立南区第八区，1951年成立祥云县第二区。1958年改称维新乡，同年又成立下庄公社，1960年改称下庄区，1969年复称下庄公社，1984年再改称下庄区，1988年建下庄乡，1999年12月24日撤乡设下庄镇。:68
1936年4月18日，中国工农红军第二军团经过下庄:59。1948年8月，中共云南省工委任命陈家震、廖新伦为滇西工委委员，并派往下庄街负责以祥云为中心的祥云、弥渡、蒙化、楚雄、镇南一片的工作:159。1949年2月，滇西工委祥云分委在下庄街成立，黄平兼任书记，陈家震、廖新伦任委员:169。1949年4月16日，祥云分委将滇西地区的人民武装，集中在下庄街玉峰寺整编，成立滇西人民自卫团，李鉴洲任司令员，陈家震任政委，金重任参谋长、普之宝任政治处主任，普兆三任后勤处处长:189。1949年10月，滇西工委祥云分委宣布撤销，成立中共滇西地方委员会，驻地仍在下庄街，陈家震任书记，领导范围包括祥云、弥渡、蒙化以东、一平浪以西地区:203。1949年12月22日，滇西人民自卫团在下庄街集中整编为中国人民解放军滇桂黔边纵队第八支队:264。

## 地理
下庄镇位于祥云县中部偏东南，距县城30公里。东邻普淜镇，南连鹿鸣乡，西接云南驿镇，北与刘厂镇、东山乡毗邻。地势东高西低，东部群山连绵，西部坝区开阔平坦。最高点为大仓村老青山，海拔2,577米；最低点为金旦村黄竹箐，海拔1,840米。

## 行政区划
下庄镇下辖2个农村社区（下庄社区、大仓社区）、10个行政村（刘营、张泗营、江场、鱼进所、赵营、老张营、沐滂、水盆铺、纸房、金旦），109个自然村，130个村民小组。

## 社会

### 教育
祥云县三所普通高中之一祥云县第四中学即位于下庄镇。

## 交通
320国道、楚大高速公路、广大铁路东西贯穿下庄镇。

## 著名人物
- 杨文清（1889－1950）：江场邑人，曾随卢汉起义，任云南省人民政府副主席兼交通厅厅长。
- 李鉴洲（1899年1月9日－1966年9月16日）：江场邑人，曾任龙润乡乡长，1949年组建滇西人民自卫团并解放弥渡、盐丰县城，滇西人民自卫团整编为滇桂黔边纵队第八支队后，任司令员。1950年3月任楚雄专署副专员[7]。
- 普兆三（1899－1951）：清益村人，曾任龙润乡乡长，清益小学、龙润乡完小校长，祥中分校创立者之一，滇西人民自卫团成立后任后勤处长，解放后楚雄军分区供应处长[7]。
- 普发兴（1936年4月－2007年3月28日）：下庄村人，1987年任下庄村党支部书记至逝世，获“中国优秀村官”、“全国劳动模范”、“云南省优秀村党支部书记”等荣誉称号[10]。电影《村官普发兴》以其为原型[11]。
- 杨国旺（1963年12月－）：曾长期担任祥云县第四中学校长，现任祥云县第一中学校长。曾获“全国优秀教育工作者”“全国先进工作者”等荣誉称号，2019年9月被授予“庆祝中华人民共和国成立70周年”纪念章[12]。2021年6月获“全国优秀党务工作者”称号[13][14]。